# Quebrada La Negra
La quebrada La Negra es el lecho seco en una cuenca arreica en la Región de Antofagasta en medio del desierto de Atacama. Desemboca en la rada de Antofagasta.: 124  En las cercanías de la ciudad de Antofagasta confluyen cuatro grandes ítems del inventario de cuencas de Chile, por cierto los ítems 022, 027, 028 y 029. Ninguno de ellos llega al mar ni tiene escurrimiento permanente. 
La quebrada da su nombre al ítem 028 del Anexo:inventario de cuencas de Chile (BNA) que tiene un área de 11.327 km² y está dividida en tres subcuencas: quebrada Mateo hasta quebrada Grande de 5098 km², quebrada Grande con 4643 km² y quebrada La Negra entre quebrada Grande y desembocadura.
El inventario DARH de 2014 la contabiliza con el código 0208, aunque significativamente reducida, con solo una fracción de su área anterior.
|  |  |

## Ubicación
Esta quebrada es, según Risopatrón, la continuación de la quebrada de Mateo.

## Historia

Cuencas mayores y menores en torno a la ciudad de Antofagasta.

Luis Risopatrón lo describe en su Diccionario Jeográfico de Chile (1924):: 581 
Negra (Quebrada de La). Es seca, profunda, se abre en porfidita, de felspato rosado, corre hácia el NW i remata en la playa Blanca, de la rada de Antofagasta.